# Alice Antonazzo
Pas d'image ? Cliquez ici

a Compétitions nationales et continentales officielles uniquement.

b Matchs officiels uniquement.
Dernière mise à jour le 9 juin 2020.
Alice Antonazzo, née le 18 janvier 2007 à Livourne (Italie), est une joueuse italienne de rugby à XV évoluant aux postes de pilier et de troisième ligne centre. Elle joue au Rugby Colorno.

## Biographie
Alice Antonazzo naît le 18 janvier 2007 à Livourne en Italie. Elle commence la pratique du rugby à XV à quatre ans à l'école de rugby des Lions Amaranto, au sein d'équipes mixtes. Puis en moins de 14 ans, elle rejoint le club du Livorno Rugby 1931 qui dispose d'une section féminine.
En août 2023, âgée de seize ans, elle part jouer au Rugby Colorno. Étant mineure, elle n'a pas le droit de jouer pilier en senior, aussi elle est replacée au poste de troisième ligne centre. Elle est convoquée en équipe d'Italie des moins de 18 ans, où elle joue alternativement aux deux postes en fonction des besoins de l'équipe. Elle est capitaine de l'équipe des moins de 18 ans du Rugby Colorno, sacrée championne d'Italie.
En 2024-2025, elle est appelée pour jouer avec les Zebre face aux franchises espagnoles des Iberians. En février elle est à nouveau sélectionnée avec l'Italie des moins de 18 ans, puis au mois de mai, c'est avec l'équipe nationale des moins de 20 ans qu'elle est appelée pour préparer la Summer Series. Elle réalise une saison pleine avec l'équipe première de Colorno, toujours en troisième ligne. Au mois de juin, elle est élue meilleure joueuse du championnat. Mais son entraineur Michele Mordacci confirme son intention de la faire jouer pilier droit.

## Palmarès

### En club
- Vainqueur du Championnat d'Italie des moins de 18 ans en 2024.

### Distinctions personnelles
- Élue meilleure joueuse du Championnat d'Italie en 2025.